# Wallfahrtskirche Agios Adrianos

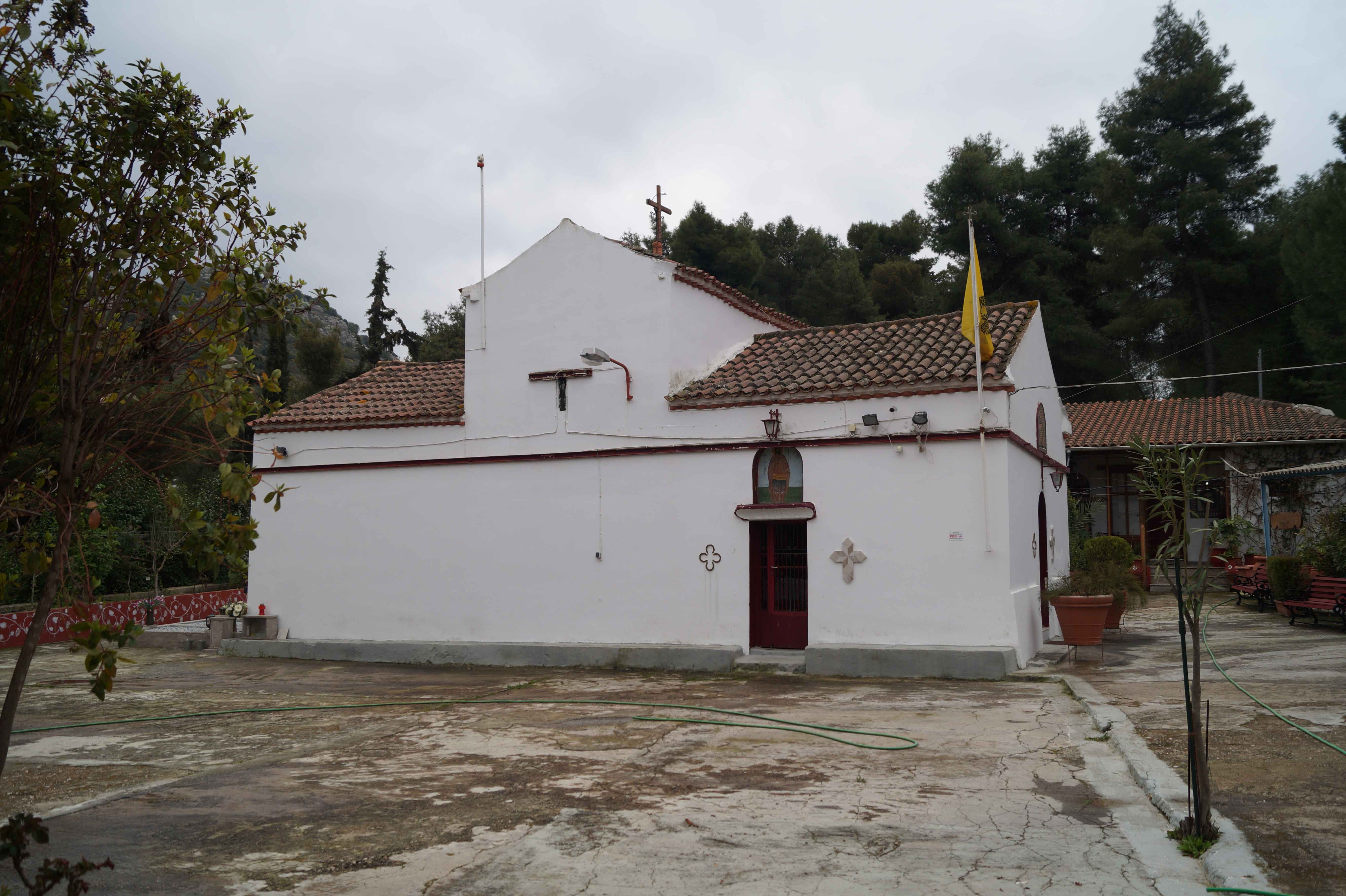
Wallfahrtskirche Agios Adrianos

Die Wallfahrtskirche Agios Adrianos (griechisch Εκκλησάκι του Αγίου Αδριανού) liegt auf einem Hügel etwa einen Kilometer östlich des Ortes Agios Adrianos in der Argolis. Sie befindet sich südlich der Straße zum Ort Profitis Ilias. Die Kirche gilt als wundertätig und ist dem heiligen Adrian (griechisch Άγιος Αδριανός = Agios Adrianos) und seiner Frau Natalia geweiht. Viele kinderlose Paare aus ganz Griechenland kommen hierher, um um Nachwuchs zu bitten.
Die Kirche wurde vor 1696 als einschiffige Kirche mit Tonnengewölbe erbaut. Etwa in der Mitte wurde ein höhergelegenes Querschiff errichtet, wodurch die Kirche eine Kreuzform erhält. Laut einer Inschrift an der Südwand wurden die Fresken im Juni 1743 von dem Mönchsmaler Jeremias aus Adami ausgeführt. Die Kirche wurde zweimal durch Feuer in Mitleidenschaft gezogen.
Die Fresken zeigen Szenen aus dem Leben Christi, das Abendmahl, die Flucht nach Ägypten und die Kreuzigung. Außerdem sind unter anderem die beiden heiligen Theodore, Charalambos, Euthymios und Petrus dargestellt. An der Ikonostase befindet sich die Ikone des heiligen Adrian hinter Glas.